# Maisons du Bon-Saint-Jacques et des Religieuses
Les maisons du Bon-Saint-Jacques et des Religieuses sont un ensemble de bâtiments néogothiques situé à Moret-Loing-et-Orvanne, en France. Il est partiellement inscrit aux monuments historiques à partir de 1926, puis totalement depuis 1990.

## Situation et accès
L'ensemble est situé sur la place Royale ainsi qu'aux nos 5 à 9 de la rue du Grez formant angle, en face de l'église, dans le centre-ville de Moret-sur-Loing (commune déléguée de Moret-Loing-et-Orvanne). Plus largement, il se trouve dans le département de Seine-et-Marne, en région Île-de-France.

## Histoire
La maison du Bon-Saint-Jacques remonte au XVe siècle. Le poteau cornier du rez-de-chaussée arbore la sculpture d'un saint Jacques : témoignage d'une des voies du pèlerinage de Saint-Jacques-de-Compostelle. Habitée par des religieuses entre 1822 et 1971, elles y vendent le sucre d'orge qui gagne en renommée. Adjacente à cette première maison et respectant son style, est élevée la maison des Religieuses — un pastiche — entre 1910 et 1914 selon les plans de l'architecte Paul-Louis Clément et avec l'intervention du menuisier Pierre Raccolet. Sur l'une de ses façades est par ailleurs installé en 1914 un cadran solaire.

## Statut patrimonial et juridique
La façade sur la place Royale de la maison du Bon-Saint-Jacques fait l’objet d’une inscription au titre des monuments historiques par arrêté du 28 avril 1926, qui s'étend finalement aux façades et toitures par arrêté du 31 juillet 1990, en tant que propriété d'une société privée.